# Skjervøy
Skjervøy este o comună din provincia Troms, Norvegia.